# Дангара (Таджикистан)
Дангара (тадж. Данғара) — посёлок городского типа, расположенный в юго-западной части Таджикистана. Районный центр Дангаринского района. Родина Президента Таджикистана Эмомали Рахмона.
В Дангаре есть железнодорожная станция на линии Бохтар — Куляб, через посёлок проходит автодорога Душанбе — Куляб, имеется аэродром, обслуживающий внутренние рейсы.

## История
В горных пещерах Дангаринского района найдены следы палеолитических людей (возраст от 30 до 16 тысяч лет). Также есть свидетельства о существовании стоянок и захоронений в долине реки Таирсу неподалёку от Дангары 4 тысячи лет назад и в античную эпоху.
В годы СССР велась деятельность по превращению региона в сельскохозяйственный оазис, чему особенно поспособствовало введение в эксплуатацию Нурекской ГЭС в конце 1950-х годов. Благодаря этому в долине стало возможно интенсивное орошение. В тот же период Дангара стала посёлком городского типа.

## География
Дангара располагается в обширной горной долине, образованной рекой Таирсу. Дангару окружают несколько хребтов системы Памиро-Алая: Вахшский (на севере), Териклитау (на юге), Санглок (на западе).

## Население
| 1959 | 1970 | 1979   | 1989   | 2015   | 2019   | 2020   | 2021   | 2022   |
| ---- | ---- | ------ | ------ | ------ | ------ | ------ | ------ | ------ |
| 5761 | 9083 | 12 892 | 16 898 | 25 000 | 30 000 | 31 100 | 23 300 | 24 900 |

## Достопримечательности
В Дангаре построена чайхона, которая ранее была самой большой в Средней Азии. Теперь самая крупная чайхона в Средней Азии расположена в столице Таджикистана городе Душанбе.

## Экономика Дангары
Основной вид деятельности населения — сельское хозяйство в том числе хлопководство, зерноводство, садоводство, виноградарство, пчеловодство, выращивание коконов шелкопряда. В районе также имеются промышленные предприятия и объекты, такие, как завод по переработке кожи, гравёрный, кирпичный, хлопкоочистительный заводы, хлебозавод, мелькомбинат, швейная фабрика.
На территории района ускоренным темпом ведётся строительство инженерных коммуникаций и инфраструктуры свободной экономической зоны СЭЗ «Дангара». Район расположения СЭЗ Дангара уникален тем, что находится вблизи местности Саргазон, где имеется месторождения газа и нефти, огромный запас инертных материалов. По границе СЭЗ проходит железная дорога, в 20 км находится ГЭС Сангтуда-1 и ГЭС Сангтуда-2. Имеется огромный запас ветровых и солнечных энергетических ресурсов, дешёвая производительная сила.
На территории района действуют Сангтудинская ГЭС-1 (мощность 670 МВатт) и Сангтудинская ГЭС-2 (мощность 220 МВатт) .

## Образование
- Дангаринский государственный университет
- Хатлонский государственный медицинский университет